# Анакардиевые
Анакардиевые, или Сума́ховые, или Фисташковые (лат. Anacardiáceae) — семейство цветковых растений порядка Сапиндоцветные (Sapindales), насчитывающее от 77 до 82 родов, включающих более 700 видов.

## Ботаническое описание
Сумаховые — крупные деревья (часто — господствующие в тропическом лесу) или кустарники с очерёдными, обычно непарноперистыми листьями.
Цветки сумаховых собраны в густые верхушечные или пазушные метёлковидные соцветия. Цветки довольно мелкие, чаще однополые. Чашелистиков и лепестков обычно по пять. Тычинок десять или пять, между тычинками и пестиком находится нектарный диск. Пестик один (у представителей рода Манго) или их несколько, завязь верхняя. Цветки сумаховых опыляются насекомыми.
Плоды, как правило, костянковидные. Семена крупные, с большим изогнутым зародышем.

## Распространение и среда обитания
Представители семейства распространены преимущественно в тропиках и субтропиках.
В России встречаются виды родов Сумах, Скумпия и Фисташка.

## Значение и применение
В семействе Сумаховые много полезных, хозяйственно важных растений, известных человеку с давних пор.
Манго индийское (манговое дерево) — важнейшее плодовое растение тропиков. Это очень крупное дерево высотой до 30 м при таком же поперечнике кроны. Плоды мангового дерева весят до 1 кг и содержат значительные количества витаминов, сахара и лимонной кислоты.
Высоко ценятся в тропиках сочные, похожие на сливы плоды нескольких видов рода Момбин (Spondias).
Своими ценными плодами известна и Фисташка, культура которой в странах Средиземноморья существует более 2000 лет. Фисташка является ценной орехоплодной культурой, широко используемой в кондитерской промышленности. Кроме того, благодаря быстрому росту корней этот кустарник используют для закрепления склонов, посадок на неудобных для орошения участках. Фисташка — очень засухоустойчивое и долговечное растение (некоторые экземпляры достигают возраста в 700 лет).
Довольно многие виды сумаховых в большом количестве содержат дубильные вещества, применяемые для изготовления стойких органических красок. Среди них — Скумпия — кустарник, распространённый от тропиков до Средиземноморья, где он широко культивируется, и Сумах — титульный род семейства.
Анакардиум западный, происходящий из Южной Америки, образует своеобразные «плоды», состоящие из видоизменённой сочной съедобной цветоножки («яблоки кешью») и собственно плода — ореховидной костянки. Последние под названием «орехи кешью» широко используются в пищу.
Из сока лакового дерева (Toxicodendron vernicifluum) получают знаменитый чёрный японский лак. Виды токсикодендрона часто содержат весьма ядовитые вещества кожно-нарывного действия, так что даже прикосновение к подобным растениям может быть опасным.

## Роды
- Abrahamia
- Actinocheita
- Amphipterygium
- Anacardium — Анакардиум
- Androtium
- Antrocaryon
- Apterokarpos
- Astronium — Астрониум
- Attilaea
- Bonetiella
- Bouea
- Buchanania
- Campnosperma
- Cardenasiodendron
- Choerospondias — Хероспондиас
- Comocladia
- Cotinus — Скумпия
- Cyrtocarpa
- Dracontomelon — Драконтомелон
- Drimycarpus
- Ebandoua
- Euleria
- Euroschinus
- Faguetia
- Fegimanra
- Gluta
- Haematostaphis
- Haplorhus
- Harpephyllum
- Heeria
- Holigarna
- Koordersiodendron
- Lannea
- Laurophyllus
- Lithraea — Литрея
- Loxopterigium
- Loxostylis
- Malosma
- Mangifera — Манго
- Mauria
- Melanochyla
- Metopium — Метопиум
- Micronychia
- Montagueia
- Mosquitoxylum
- Nothopegia
- Ochoterenaea
- Operculicarya
- Ozoroa
- Pachycormus — Пахикормус
- Parishia
- Pegia
- Pentaspadon
- Pistacia — Фисташка
- Pleiogynium
- Poupartia
- Protorhus
- Pseudoprotorhus
- Pseudosmodingium
- Pseudospondias
- Rhodosphaera
- Rhus — Сумах
- Schinopsis — Схинопсис
- Schinus — Шинус
- Sclerocarya — Склерокария
- Semecarpus
- Smodingium
- Solenocarpus
- Sorindeia
- Spondias — Момбин, или Спондиас
- Swintonia
- Tapirira
- Thyrsodium
- Toxicodendron — Токсикодендрон
- Trichoscypha